# (8378) Sweeney
(8378) Sweeney (1992 SN1) – planetoida z pasa głównego asteroid okrążająca Słońce w ciągu 4,13 lat w średniej odległości 2,57 au. Odkryta 23 września 1992 roku.